# Bengt Lilja
Bengt Arvid Stensson Lilja, född 15 december 1898 i Luleå, död 24 augusti 1985, var en svensk radiolog.
Lilja, som var son till landssekreterare Sten Lilja och Augusta Sandels, avlade studentexamen i Växjö 1917, blev medicine kandidat vid Uppsala universitet 1921, medicine licentiat vid Karolinska Institutet 1926 och medicine doktor vid Uppsala universitet 1939. Han var extra ordinarie amanuens vid Karolinska Institutets patologiska avdelning tillsammans sex månader 1924 och 1925, assistentläkare och tillförordnad andre underläkare vid Umeå lasaretts kirurgiska avdelning 1925, extra ordinarie samt tillförordnad amanuens vid Serafimerlasarettets röntgenavdelning 1927, andre underläkare vid Skellefteå lasarett 1927–1929, tillförordnad lasarettsläkare vid röntgenavdelningen i Linköping två månader 1928, andre underläkare vid Radiumhemmet 1929–1930, förste underläkare där 1931, tillförordnad lasarettsläkare i Örebro, Stocksund och Karlstad kortare tider 1929, tillförordnad biträdande läkare vid Serafimerlasarettets röntgeninstitut 1931, underläkare vid Akademiska sjukhusets röntgenavdelning 1932–1933, tillförordnad lasarettsläkare vid Halmstads lasaretts röntgenavdelning 1933 och lasarettsläkare där 1933–1963. Han tjänstgjorde vid Skandinaviska undervisningssjukhuset i Seoul 1958–1959. Han blev fältläkarstipendiat i reserven 1926 och bataljonsläkare i Fältläkarkårens reserv 1927. Han författade skrifter i radiologi.